# Jeff Bennett
Jeffrey Glenn ”Jeff” Bennett (n. 2 octombrie 1962) este un actor american de film, care se ocupă de dublaj de film și jocuri. Mai este cunoscut si pentru interpretarea vocii lui Kowalski și Chuk Churles ,din Pinguinii din Madagascar.